# Jacques Blaquart

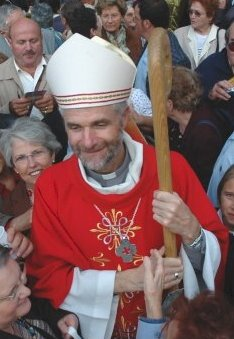
Jacques Blaquart, 2006

Wappen von Jacques Blaquart

Jacques André Blaquart (* 19. Dezember 1951 in Roumazières-Loubert, Frankreich) ist Bischof von Orléans.

## Leben
Der Bischof von Angoulême, Georges Rol, weihte ihn am 23. Mai 1982 zum Priester.
Papst Benedikt XVI. ernannte ihn am 28. Juni 2006 zum Titularbischof von Ypres und Weihbischof in Bordeaux. Der Erzbischof von Bordeaux, Jean-Pierre Bernard Kardinal Ricard, spendete ihm am 17. September desselben Jahres die Bischofsweihe; Mitkonsekratoren waren Claude Dagens, Bischof von Angoulême, und Pierre-Marie Joseph Carré, Erzbischof von Albi.
Am 27. Juli 2010 wurde er zum Bischof von Orléans ernannt und am 17. Oktober desselben Jahres in das Amt eingeführt. 